# Borrenes
Borrenes (Borrés en galego) é um município da Espanha na província de León, comunidade autónoma de Castela e Leão, de área 36,30 km² com população de 465 habitantes (2004) e densidade populacional de 12,81 hab./km². É um dos municípios do Bierzo onde se fala galego.

## Demografia
| Variação demográfica do município entre 1991 e 2004 | Variação demográfica do município entre 1991 e 2004 | Variação demográfica do município entre 1991 e 2004 | Variação demográfica do município entre 1991 e 2004 |
| --------------------------------------------------- | --------------------------------------------------- | --------------------------------------------------- | --------------------------------------------------- |
| 1991                                                | 1996                                                | 2001                                                | 2004                                                |
| 612                                                 | 551                                                 | 468                                                 | 465                                                 |